# Lenino-Perșe, Oleksandria
Lenino-Perșe (în ucraineană Леніно-Перше) este un sat în comuna Proletarske din raionul Oleksandria, regiunea Kirovohrad, Ucraina.

## Demografie
Componența lingvistică a localității Lenino-Perșe
     Ucraineană (81,58%)
     Rusă (13,16%)
     Română (5,26%)
Conform recensământului din 2001, majoritatea populației localității Lenino-Perșe era vorbitoare de ucraineană (81,58%), existând în minoritate și vorbitori de rusă (13,16%) și română (5,26%).